# Montreal Cognitive Assessment
Das Montreal Cognitive Assessment (MoCA) ist ein Screeningverfahren auf kognitive Defizite (Leichte kognitive Beeinträchtigung, Demenz). Der Test deckt die Bereiche Kurzzeit- und Arbeitsgedächtnis, Merkfähigkeit, Wortflüssigkeit, Abstraktionsvermögen, Exekutive Funktionen, Visuokonstruktion, Aufmerksamkeit und Orientierung ab. Der MoCA ist innerhalb von etwa 10 Minuten durchführbar, nimmt aber bereits bei mittelschwer beeinträchtigten Probanden oft deutlich mehr Zeit in Anspruch. Es können 0 bis 30 Punkte erreicht werden, wobei das Bildungsniveau der Testperson mit in die Auswertung einfließt. Der MoCA ist im Vergleich zum Mini-Mental-Status-Test (MMST) sensitiver für leichte kognitive Beeinträchtigungen und gut dafür geeignet, Krankheitsverläufe zu verfolgen; zur Vermeidung von Übungseffekten werden dazu zumeist mehrere Parallelversionen bereitgestellt. Derzeit ist der MoCA in über 70 Sprachen und Dialekten verfügbar, darunter auch Deutsch.
Ein Ergebnis von 26 oder mehr Punkten wurde in der Originalveröffentlichung einer normalen kognitiven Funktion gleichgesetzt, in Studien an anderen Populationen wurde dieser Wert wiederholt als zu konservativ eingeschätzt. Für den deutschsprachigen Test wurden nach demographischen Kriterien (Alter, Bildungsniveau, Geschlecht) angepasste Normwerte für Probanden im Alter ab 65 Jahren veröffentlicht. Neben einer anwachsenden Menge internationaler Normdaten gewinnt der von den jüngsten Testversionen miterfasste Memory-Index-Score (MIS) zunehmend an diagnostischer Bedeutung. Für die niederländische Version wurden Normwerte sowohl für den Gesamtwert des MoCA als auch für den inkludierten Memory-Index-Score für insgesamt sieben Alterskohorten zwischen 18 und 91 Jahren publiziert.